# 钙泊三醇
鈣泊三醇（英語：Calcipotriol，又稱卡泊三醇、鈣泊三烯（calcipotriene）），是骨化三醇的合成衍生物，一種維生素D。用於治療乾癬。可安全長期使用。
鈣泊三醇於1985年獲得美國專利，並於1991年獲准用於醫療用途。它在美國以商品名Dovonex銷售，在北美洲以外以商品名Daivonex銷售，在德國以商品名Psorcutan銷售。
此藥物被列於世界衛生組織基本藥物標準清單中。
鈣泊三醇也與倍他米松二丙酸酯合併使用（鈣泊三醇/倍他米松二丙酸酯）成為一種複方藥物，用於治療斑塊型乾癬。

## 醫療用途
鈣泊三醇主要用於治療慢性斑塊型乾癬。它也成功用於治療圓禿。

## 用藥禁忌
用藥禁忌有：個體對此藥物過敏、用於臉部、高血鈣或發生維生素D中毒時。
由於鈣泊三醇可能會導致光敏感性，要注意暴露在自然光或人造光下的時間長度。

## 不良影響
不良影響依發生頻率排列如下：
很常見（>10%頻率）
- 灼燒感
- 發癢
- 皮膚刺激感

常見（1–10%頻率）
- 皮膚炎
- 皮膚乾燥
- 紅斑
- 脫皮
- 乾癬症狀惡化（包含臉部/頭皮）
- 皮疹

不常見（0.1–1%頻率）
- 乾癬惡化

罕見（<0.1%頻率）
- 過敏性接觸性皮膚炎
- 高血鈣
- 光敏感
- 色素沉澱變化
- 皮膚萎縮

## 藥物交互作用
目前尚無已知的藥物交互作用。

## 藥理學

### 作用機轉
鈣泊三醇治療乾癬的功效首先在一項治療骨質疏鬆症研究中，在接受不同形式維生素D的患者中觀察到。有些同時罹患乾癬的患者，其皮膚病灶數量出乎意料地急劇減少。
醫界對於鈣泊三醇緩解乾癬的確切機制尚不清楚。然而此藥物已被證明與骨化三醇類似，對維生素D受體 (VDR) 具有相當的親和力，而在調節鈣代謝方面的活性不及骨化三醇的1%。於許多不同組織的細胞（包括甲狀腺、骨骼、腎臟和免疫系統中的T細胞）中均有維生素D受體屬於類固醇/甲狀腺激素受體超家族受體。已知T細胞在乾癬中發揮作用，因而鈣泊三醇與VDR結合被認為可調節T細胞的細胞分化和增殖時相關基因的轉錄。
在對小鼠的研究，於其耳朵和背部皮膚局部使用鈣泊三醇會導致角質形成細胞產生的上皮細胞衍生細胞激素TSLP呈劑量依賴性增加，在高濃度下會引發異位性皮膚炎。使用鈣泊三醇可導致TSLP產生上調，被認為是透過維生素D受體/RXRα和維生素D受體/Retinoid X receptor beta異二聚體的共活化所介導。由於乾癬通常被認為部分是由輔助性T細胞/TH17輔助細胞發炎細胞因子驅動，施用適當濃度的鈣泊三醇，可透過TSLP產生的抑制輔助性T細胞/TH17輔助細胞發炎來緩解乾癬症狀，TSLP與輔助性T細胞反應相關。但須注意的是此尚未得到證實，需要進行更多的研究來驗證。

### 藥物動力學
鈣泊三醇經施用，在吸收後會經歷快速的肝臟代謝。鈣泊三醇代謝為MC1046（α,β-不飽和酮類似物），隨後代謝為其主要代謝物 - 飽和酮類似物MC1080。然後MC1080會緩慢代謝為骨檸檬酸。
鈣泊三醇代謝物的效力遠低於鈣泊三醇的。

## 化學
鈣泊三醇是一種白色至幾乎白色的結晶化合物。

## 外部連結
- . Drug Information Portal. U.S. National Library of Medicine.   [2023-06-13]. （原始内容存档于2021-02-25）.

Template:Vitamin D receptor modulators